# ريان الجهني (لاعب كرة قدم مواليد 2001)
ريان سعود الجهني هو لاعب كرة قدم سعودي يلعب في نادي القلعة.

## مسيرة اللاعب
لعب في الفئات السنية في نادي التعاون و لعب بعدها مع نادي البكيرية ونادي القلعة.